# Graphium meeki
The Meek's Graphium (Graphium meeki) là một loài bướm thuộc họ Papilionidae. Nó được tìm thấy ở Papua New Guinea và quần đảo Solomon.

## Hình ảnh

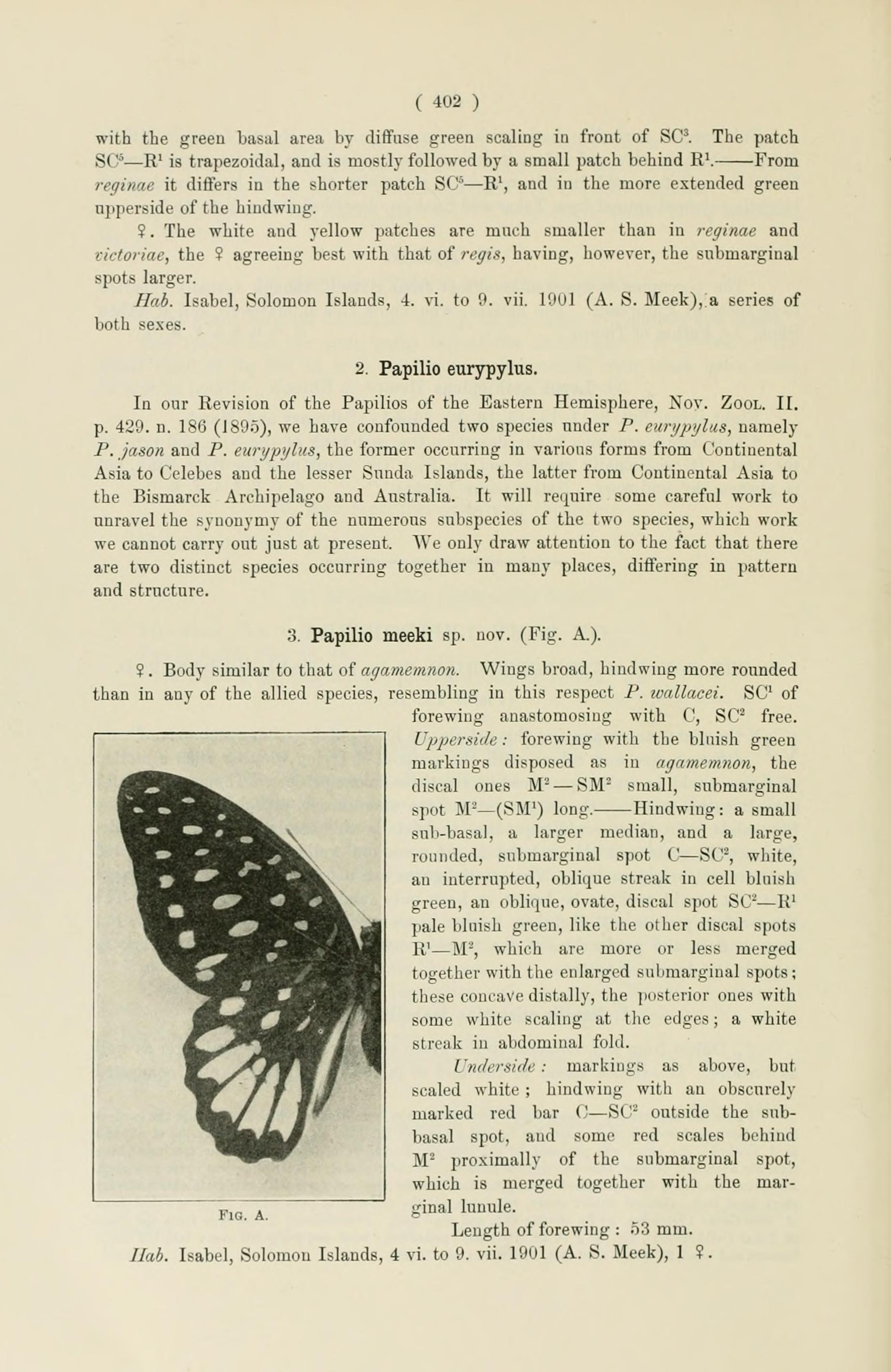